# Dubowaja Roszcza (obwód orłowski)
Dubowaja Roszcza (ros. Дубовая Роща) – wieś (dieriewnia) w Rosji, w obwodzie orłowskim, w rejonie orłowskim. W 2010 liczyła 515 mieszkańców.